# Antonio Maria Caneva
Antonio Maria Caneva, detto il Porlezzino (Porlezza, 1550 – post 1616), è stato un pittore e architetto italiano del manierismo.

## Biografia
Antonio Maria Caneva nacque a Porlezza sul lago di Lugano, località che gli attribuirà anche il nome con cui verrà identificato. Non si conosce la sua data di nascita che secondo il conte Marenzi sarebbero intorno al 1550.. Insieme a molti altri artisti del suo tempo, si allontanò dai luoghi d'origine alla ricerca di sempre nuove commissioni. Oltre al Caneva vi furono i Fossati, Carlo Maderno, Francesco Borromini. Forse Antonio si allontanò dal luogo d'origine pensando di giungere a Milano, ma, scendendo verso Como, probabilmente raggiunse prima Bergamo.
Caneva potrebbe essere arrivato a Bergamo nel 1593 e l'anno successivo ottenere la commissione da don Hippolito Beccaria per il nuovo progetto della facciata della chiesa di San Bartolomeo: «ordina che si faccia fare un disegno […] di tutta la fabbrica della chiesa di San Bartolomeo» Anche se risulta che nel 1591 avesse già firmato un contratto nella bergamasca, per gli affreschi in casa Guarnieri a Gorlago.
La sua attività di pittore e architetto non gli concesse di operare nel suo campo, da solo ma dovette sempre lavorare in collaborazione con altri artisti e inserirsi in progetti che già erano ben avviati. Un documento inserito da Francesca Cortesi Bosco nel suo Giovanni Battista Guarinoni d'Averara scrisse: “[…] dall'esame stilistico di alcuni riquadri delle storie di Furio Camillo nel palazzo Morando, e di alcune lunette con storie della virtù romana, nella sala della Fama in casa Gerolamo Franchetti della Cotta, emerge la presenza di una stessa mano non identificata che collabora in casa Morando con Battista Guarinoni, e che pone l'interrogativo della sua identità, considerate le personalità attive a Bergamo nella seconda metà degli anni '70, e in rapporto con la bottega del Guarinoni.” Sarebbe identificabile nel Caneva dei primi tempi. Il lavoro di decoro eseguito e firmato nel 1591 per casa Guarnieri a Gorlago, presenta molte assonanze con lavori del Guarinoni d'Averara, conformando la sua collaborazione con gli artisti più attivi a Bergamo e sul territorio bergamasco.

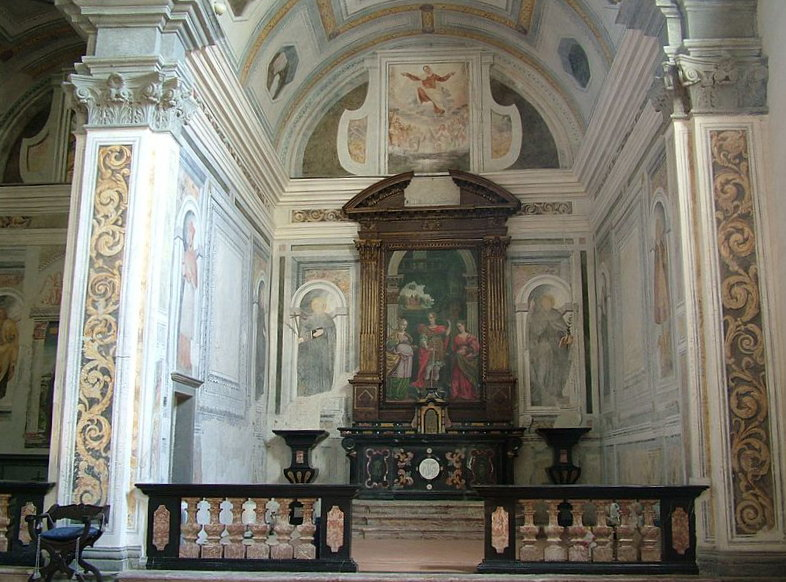
San Fermo tra le Sante Agata e Apollonia del Monastero di Santa Maria del Lavello

## Attività artistica
Della sua presenza a Bergamo rimangono i disegni preparatori per la facciata della chiesa dei Santi Bartolomeo e Stefano, nonché la facciata dell'antico palazzo dei carcerati in via Arena.

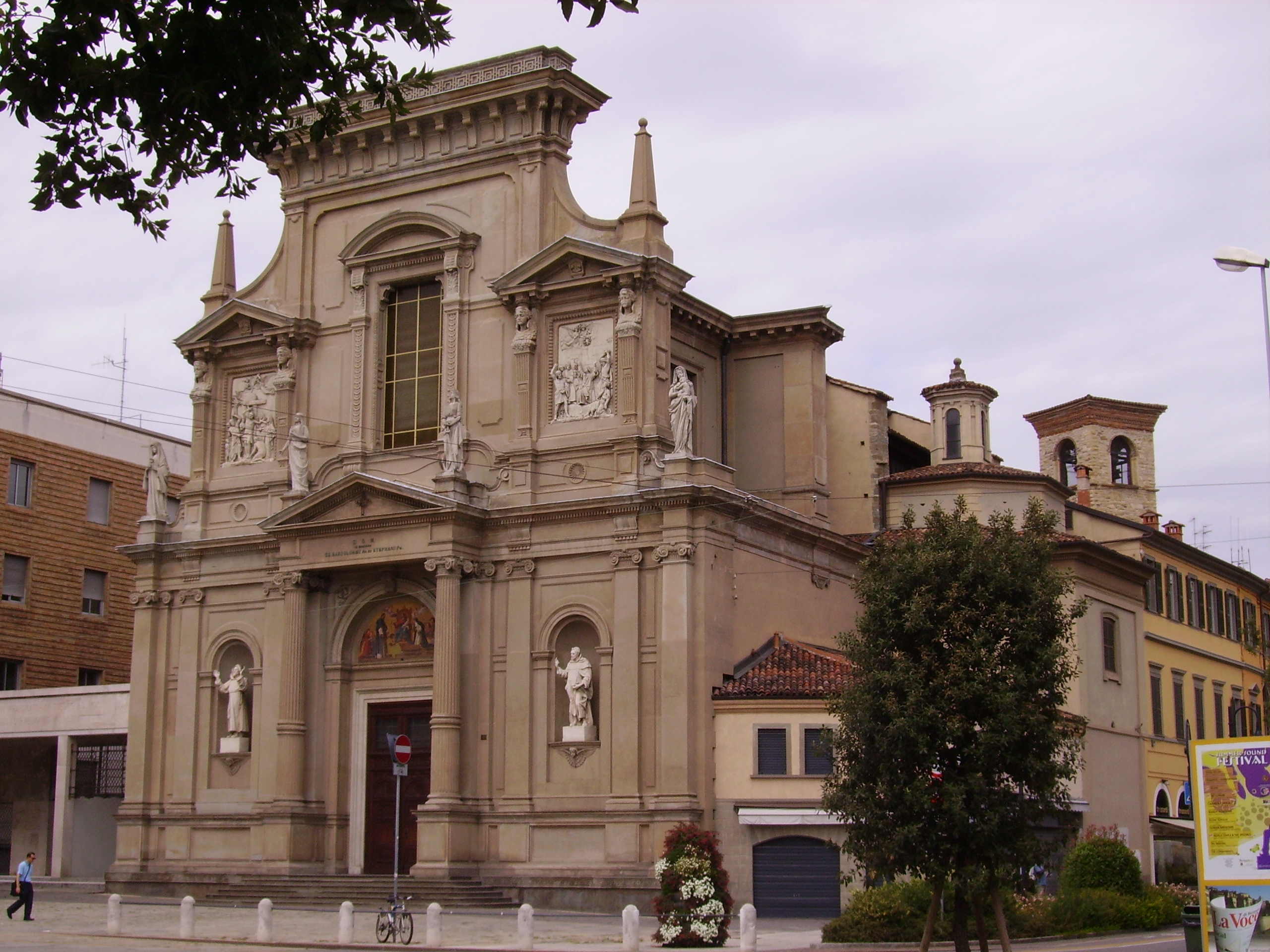
Facciata della chiesa di San Bartolomeo, Bergamo

### Opere
Tra le sue opere sono identificate:
- Progetto per la chiesa di San Bartolomeo e Stefano di Bergamo;
- Decorazione delle facciate della casa detta dei Carcerati a Bergamo in via Arena;
- Grottesche per Palazzo Grumelli in via Porta Dipinta;
- San Sigismondo coi santi Defendente e Rocco Longuelo antica chiesa della Beata Vergine Immacolata;
- San Fermo tra sant'Agata e sant'Apollonia, a Calolziocorte per la monastero di Santa Maria del Lavello;
- Affreschi a Gorlago per la villa Gozzini;
- Battesimo di Gesù Bagnatica chiesa di San Giovanni Battista, dipinto andato perduto;
- San Gualberto Monastero del Sepolcro di Astino, andato perduto;
- Decorazione della facciata della chiesa parrocchiale di Romano di Lombardia;